# District de Toliara II

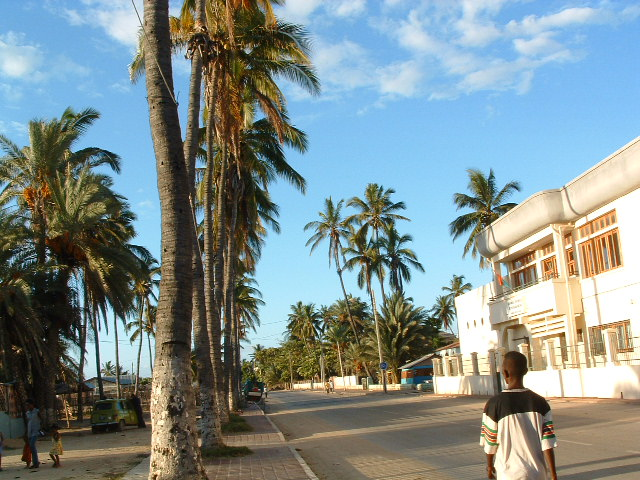

Le district de Toliara II est un district de la région d'Atsimo-Andrefana situé dans le sud-ouest de Madagascar.

## Géographie
Villages du district : Saririaka...